# Tiosolfossido
Un tiosolfossido è un composto chimico contenente un doppio legame zolfo-zolfo del tipo RR'S=S, con R e R' entrambi residui alchilici o arilici. Il tiosolfossido ha una forma molecolare nota come piramidale trigonale. Anche la sua coordinazione è piramidale trigonale. Il suo gruppo puntuale del tiosolfossido è Cs. Una revisione del 1982 ha concluso che non c'erano ancora prove definitive dell'esistenza di tiosolfossidi stabili che possono essere attribuite alla regola del doppio legame che afferma che gli elementi del periodo 3 e oltre non formano legami multipli. I relativi solfossidi del tipo RR'S=O sono molto comuni. In passato sono stati segnalati molti composti contenenti un doppio legame zolfo-zolfo, sebbene esistano solo poche classi verificate di composti effettivamente stabili, strettamente correlati ai tiosolfossidi.

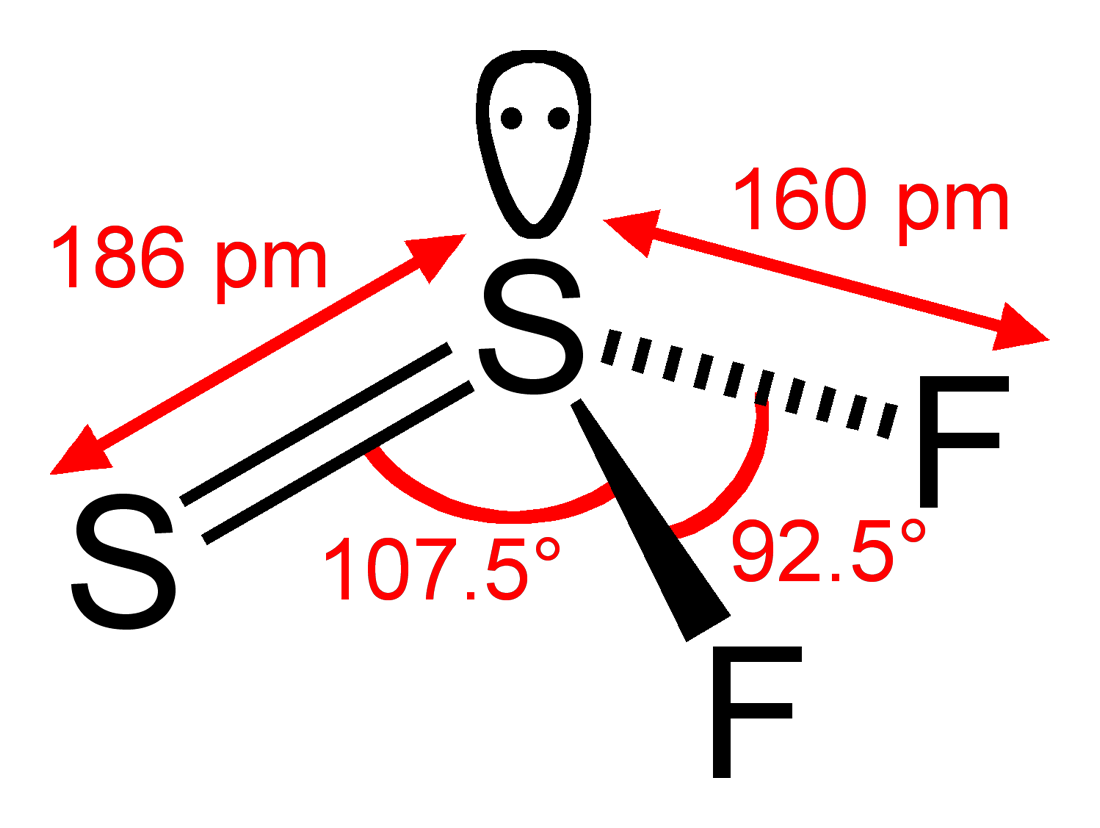
Struttura del fluoruro di tiotionile, F_{2}S=S

I doppi legami zolfo-zolfo possono essere stabilizzati con gruppi di elettroni prelevati nei cosiddetti tionosolfiti del tipo RO(RO)S=S. Questi composti possono essere preparati per reazione di dioli con dicloruro di zolfo. Gli alogenuri di zolfo come il dicloruro di dizolfo, Cl-S-S-Cl, possono convertirsi nell'isomero ramificato Cl2S=S; il difluoruro di dizolfo esiste come miscela di equilibrio con il fluoruro di tiotionile, F2S=S, che è termodinamicamente più stabile. Queste isomerizzazione del disolfuro sono occasionalmente studiate in silico.
Le N-(tiosolfinil)ammine del tipo R-N=S=S sono un altro gruppo di composti stabili contenenti un legame S=S. Il primo di tali composti è stato preparato nella reazione del 1974 del composto nitroso N,N-dimetil-p-nitrosoanilina con decasolfuro di tetrafosforo. Il riscaldamento a 200 °C estrude lo zolfo in questo composto e forma il corrispondente azocomposto. Il monossido di dizolfo, S=S=O, è stabile a 20 °C per diversi giorni.
Occasionalmente i tiosolfati sono raffigurati come aventi un'unità S=S, ma il legame zolfo-zolfo in esso contenuto è in realtà un legame singolo.